# دانشگاه بیت‌لحم
دانشگاه بیت‌لحم (عربی: جامعة بیت لحم) نخستین دانشگاهی است که در کرانه باختری رود اردن در بیت‌لحم، فلسطین تأسیس شده‌است. این دانشگاه کاتولیک در ۱۹۷۳ تحت حکومت اسرائیل بازگشایی شد.